# Karatsjaj-Tsjerkessië
Karatsjaj-Tsjerkessië (Russisch: Карачаево-Черкесская республика; Karatsjajevo-Tsjerkesskaja respoeblika of Карачаево-Черкессия; Karatsjajevo-Tsjerkessia) is een autonome republiek binnen de Russische Federatie.

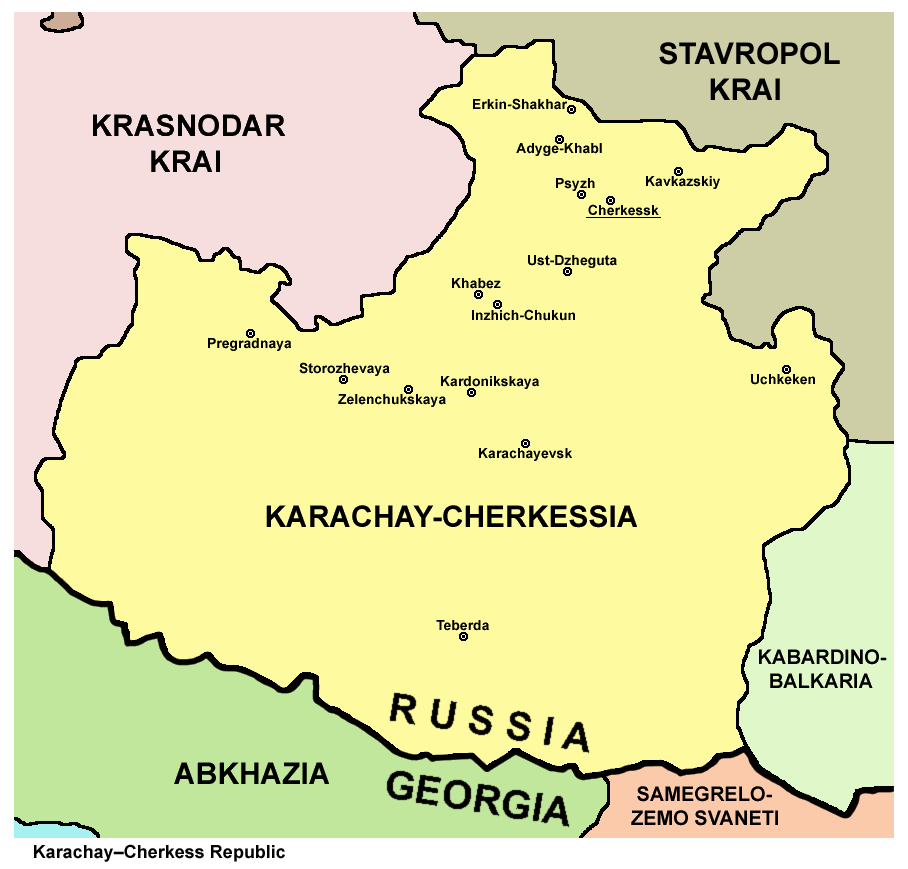
Locatie van belangrijkste plaatsen in de republiek

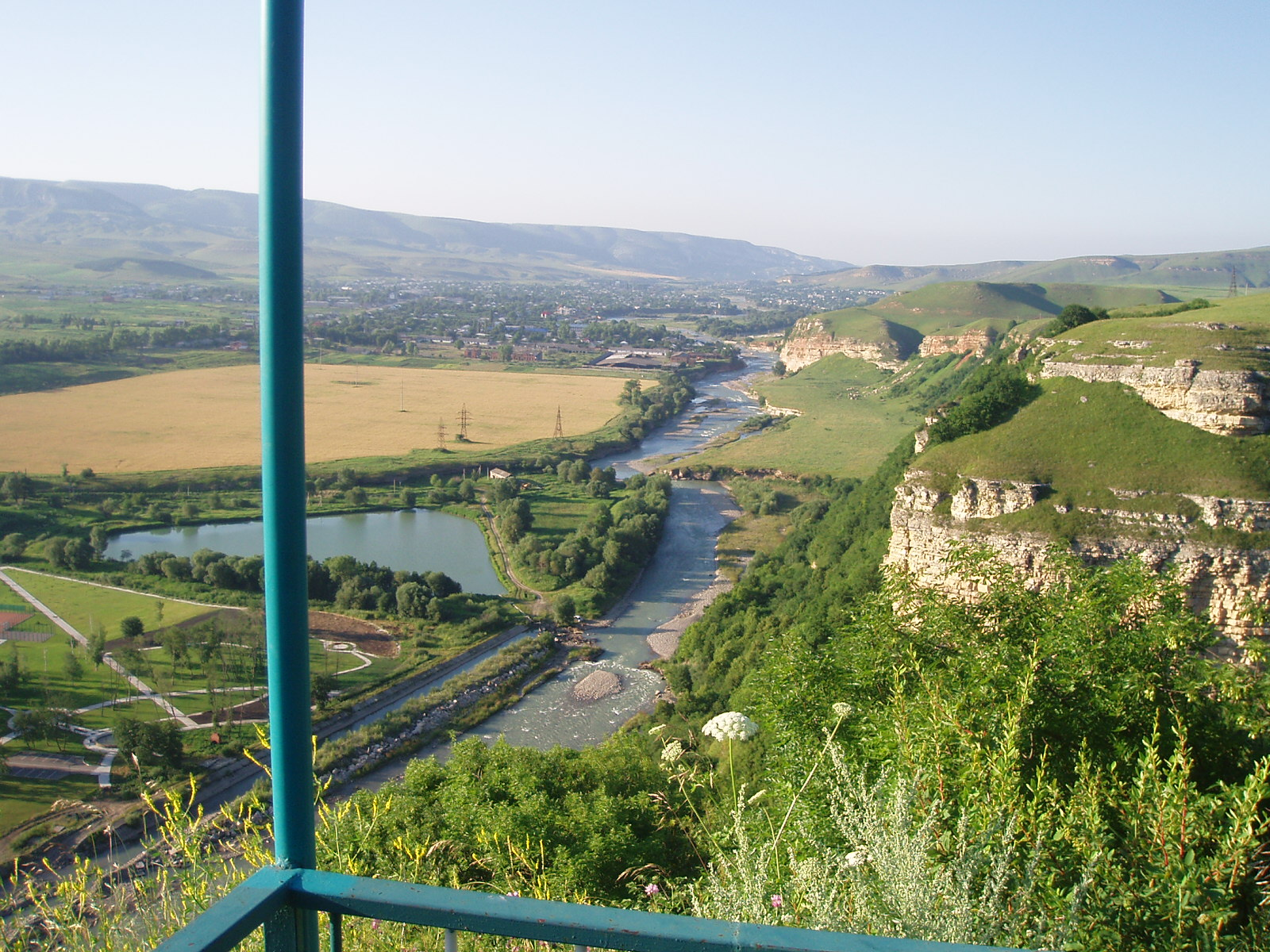
Gezicht over het landschap bij Chabez vanaf de Adijoechtorens

Karatsjaj-Tsjerkessië ligt tussen de autonome republiek Kabardië-Balkarië in het oosten en de rest van de Russische Federatie in het noorden en westen, vlak ten zuiden van de belangrijkste Zuid-Russische stad Stavropol. In het zuiden grenst ze aan Georgië, waarvan grotendeels aan de niet-erkende onafhankelijke republiek Abchazië. In Karatsjaj-Tsjerkessië wonen 439.470 mensen (2002) op een oppervlakte van 14.276,9 km². De hoofdstad is Tsjerkessk (tot 1939: Batalpasjinsk).
De tijd in de deelrepubliek is Moskoutijd.

## Geografie
Karatsjaj-Tsjerkessië ligt op de noordelijke hellingen van de westelijke Kaukasus. Ongeveer tachtig procent van het gebied is dan ook bergachtig. In het uiterste zuidoosten van Karatsjaj-Tsjerkessië bevindt zich de hoogste berg van Europa, de Elbroes (5642 meter).

### Rivieren
Er zijn 172 rivieren in Karatsjaj-Tsjerkessië, waarvan de grootste zijn:
- Aksaoet
- Bolsjaja Laba
- Bolsjoj Zelentsjoek
- Daoet
- Koeban
- Koema
- Kjafar
- Laba
- Maly Zelentsjoek
- Maroecha
- Podkoemok
- Teberda
- Oeroep

### Meren
Er zijn circa 130 meren in de deelrepubliek.

### Klimaat
- Gemiddelde januaritemperatuur: -3.2 °C
- Gemiddelde julitemperatuur: +20.6 °C
- Gemiddelde jaarlijkse hoeveelheid neerslag: 550 mm (laagvlakten) tot 2500 mm (bergen)

## Bevolking
Er wonen meerdere volken in Karatsjaj-Tsjerkessië, waarvan er drie het meest voorkomen. De Karatsjai in het bergachtige zuiden en de Tsjerkessen grotendeels in de Koeban-vallei in het noorden. Daarnaast wonen er, vooral in het noorden, veel Russen.

### Tsjerkessen
De Tsjerkessen zijn een islamitisch volk, die een Noordwest-Kaukasische taal spreken. Ze maken maar 10% (1989) uit van de republiek en leven vooral in en rond de hoofdstad Tsjerkessk.

### Karatsjai
De Karatsjaïers zijn een islamitisch volk, die een Turkse taal spreken. Ze maken 31% (1989) uit van de totale bevolking in Karatsjaj-Tsjerkessië.

### Russen
De grootste minderheid is van Russische afkomst. In 1989 maakte ze nog 42% uit, maar midden jaren negentig is er een groot aantal geëmigreerd.

## Geschiedenis
Op 4 november 1922 werd op het leefgebied van de Tsjerkessen en de Karatsjaïers de Karatsjaj-Tsjerkessische Autonome Oblast opgericht, als deel van de de Sovjetrepubliek der Bergvolkeren, maar na de opheffing daarvan werd het autonome oblast onderdeel van de RSFSR.
Uit de Karatsjaj-Tsjerkessische Autonome Oblast ontstond op 3 juli 1991 de Karatsjaj-Tsjerkessische Autonome Socialistische Sovjetrepubliek. In 1992 ging het gebied van de Karatsjaj-Tsjerkessische Autonome Socialistische Sovjetrepubliek op in de republiek Karatsjaj-Tsjerkessië. Als gevolg hiervan riepen grote aantallen Russische Kozakken, op het grondgebied van deze autonome republiek woonden, hun eigen Kozakken-republiek uit.

## Districten
Karatsjaj-Tsjerkessië is naast de twee stedelijke districten Tsjerkessk (T) en Karatsjajevsk (K) onderverdeeld in tien districten:
- Abazinski (bestaat uit twee delen)
- Adyge-Chablski (bestaat uit twee delen)
- Chabezski
- Karatsjajevski
- Malokaratsjajevski
- Nogajski
- Oeroepski
- Oest-Djegoetinski
- Prikoebanski (bestaat uit twee delen)
- Zelentsjoekski